# قلعه ساموئل
قطعه ساموئل (مقدونی: Самуилова тврдина) یک قلعهٔ قدیمی در اهرید جمهوری مقدونیه است که پایتخت امپراتوری نخست بلغارستان در طول حکومت تزار ساموئل بلغارستان در اواخر قرن دهم میلادی بود. امروزه این مکان تاریخی یک جذابیت توریستی بزرگ است که در سال ۲۰۰۳ بازسازی شده‌است.